# Barbara Kudrycka

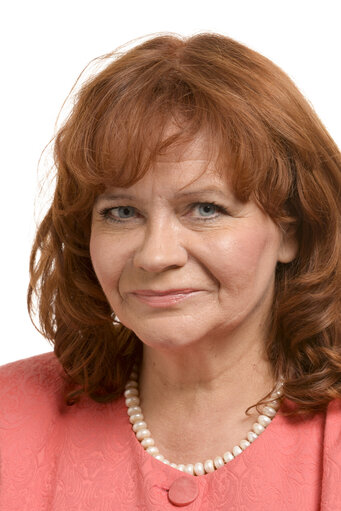
Barbara Kudrycka (2014)

Barbara Kudrycka (* 22. Januar 1956 in Kolno als Barbara Stelmaszyńska) ist eine Rechts- und Verwaltungswissenschaftlerin und polnische Politikerin (PO). Vom 16. November 2007 bis zum 27. November 2013 war sie Ministerin für Wissenschaft und Hochschulbildung in Polen in der Regierung von Donald Tusk. Sie gehörte von 2004 bis 2007 und 2014 bis 2019 dem Europaparlament an. Von 2011 bis 2014 war sie Abgeordnete des Sejm in der VII. Wahlperiode.

## Leben und Beruf
Ihre Schulbildung absolvierte Kudrycka in Białystok. 1985 wurde sie promoviert und zehn Jahre später habilitierte sie sich mit der Arbeit „Dylematy urzędników administracji publicznej. Zagadnienia administracyjno-prawne“ für Rechtswissenschaft. 1998 bis 2007 war sie Rektorin der Wyższa Szkoła Administracji Publicznej in Białystok und ab Oktober 2002 leitete sie den Lehrstuhl für Verwaltungsrecht an der Rechtsfakultät der Universität Białystok. Sie spezialisierte sich auf Fragen der Ethik im öffentlichen Dienst.
Barbara Kudrycka war Präsidentin von NISPAcee – the Network of Institutes and Schools of Public Administration in Central and Eastern Europe und Aufsichtsratsmitglied von EGPA – the European Group of Public Administration, den beiden wichtigsten europäischen Gesellschaften für Verwaltungswissenschaft. Sie ist Mitglied von Transparency International Polska sowie von Amnesty International.
Sie ist verheiratet und hat zwei Töchter.

## Politik
Von 1978 bis 1981 gehört Kudrycka der Polnischen Vereinigte Arbeiterpartei an. 1980 wurde sie Mitglied der unabhängigen Gewerkschaft Solidarność.
Bei der Europawahl 2004 wurde sie für die Platforma Obywatelska (PO), der sie im selben Jahr beigetreten war, in das Europäische Parlament gewählt. Dort gehörte sie dem Ausschuss für bürgerliche Freiheiten, Justiz und Inneres und der Delegation für die Beziehungen zu Weißrussland an. Vom 1. Januar 2006 bis zum 14. Februar 2007 saß sie zudem im  Nichtständigen Ausschuss zur behaupteten Nutzung europäischer Staaten durch die CIA für die Beförderung und das rechtswidrige Festhalten von Gefangenen. Im November 2007 wurde sie zur Ministerin für Wissenschaft und Hochschulbildung im Kabinett Tusk I berufen. Sie leitete organisatorische Veränderungen im Hochschulwesen ein. Bei der Parlamentswahl 2011 wurde sie im Wahlkreis Białystok für die PO in den Sejm gewählt. Im November 2013 schied sie aus dem Ministeramt aus. Bei der Europawahl 2014 kehrte sie wieder in das Europaparlament zurück. Nachdem sie bei der Europawahl 2019 nicht erneut kandidiert hatte, schied sie aus dem Sejm aus.